# Bưởi Diễn

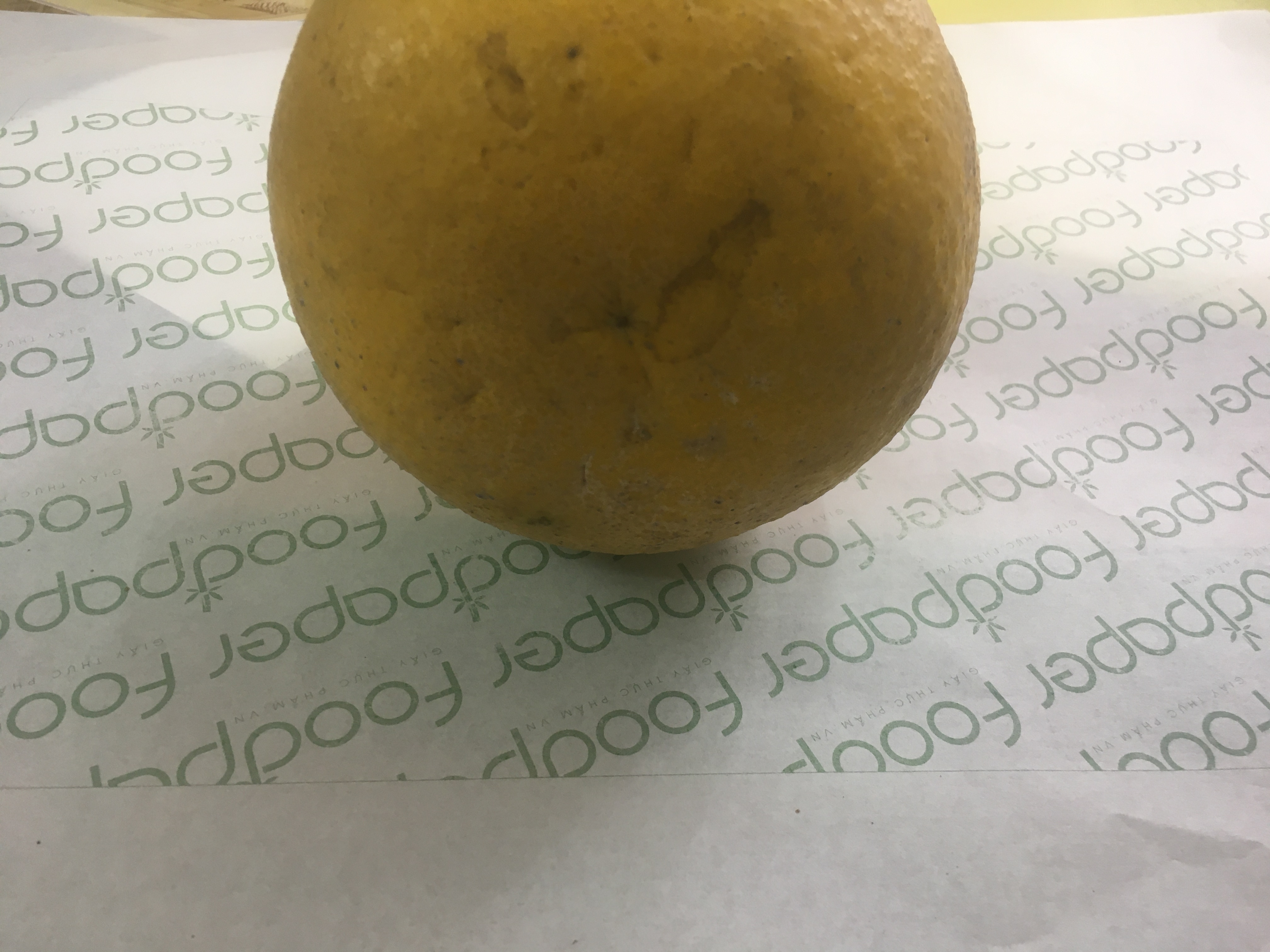
Bưởi Diễn

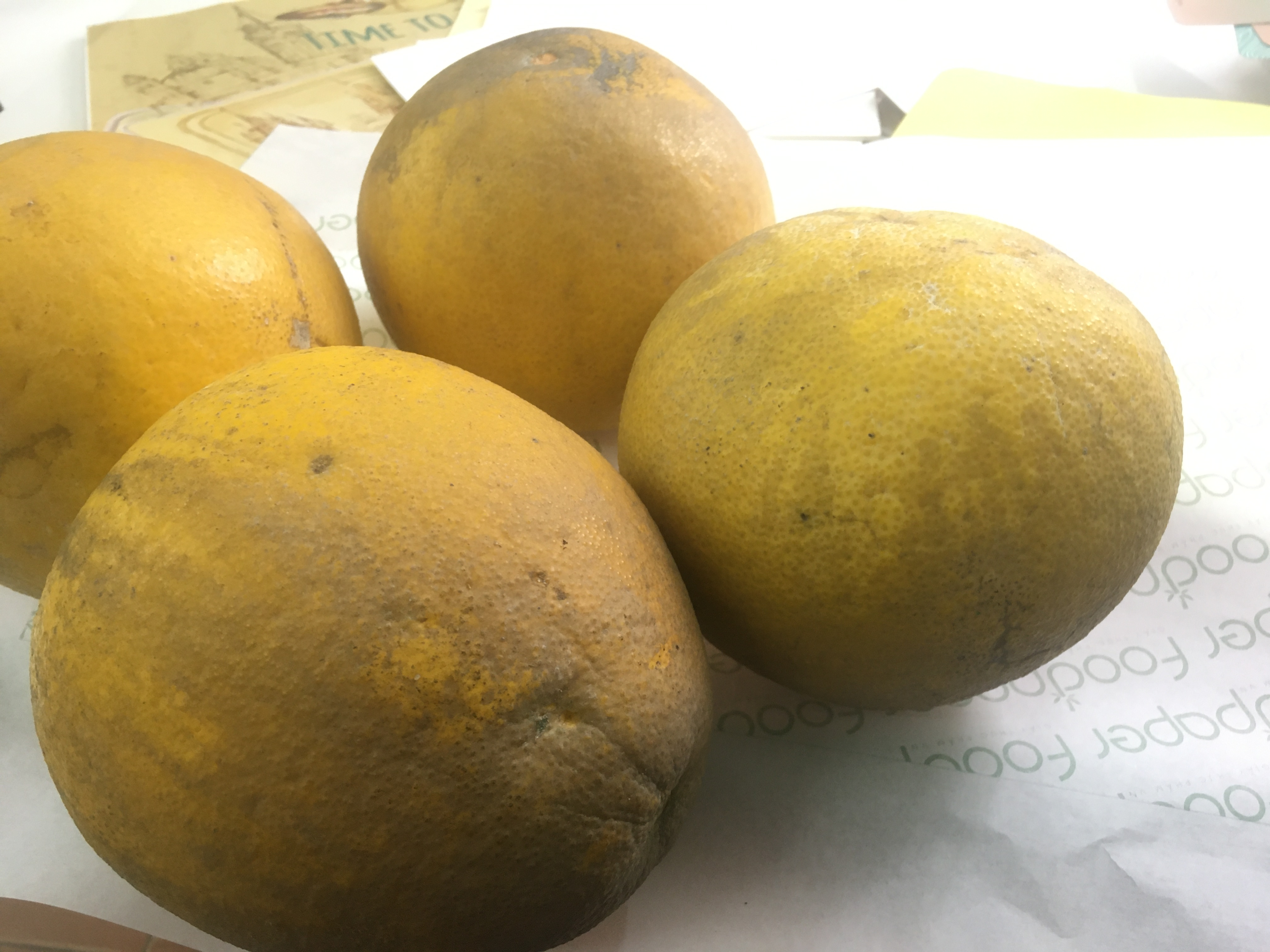
Bưởi Diễn

Bưởi Diễn là một giống bưởi nổi tiếng thuộc làng Diễn trước đây, nay thuộc các phường Minh Khai, Phú Diễn, Phúc Diễn, quận Bắc Từ Liêm, Hà Nội.

## Đặc điểm cây bưởi Diễn
Là loài cây ăn quả lâu năm, thuộc nhóm cây có múi, thân gỗ, khá dễ trồng thích hợp nhất trên loại đất thịt. Cây khi trưởng thành và bắt đầu cho thu hoạch sẽ có chiều cao trên 2 mét, bề rộng tán cũng vậy. Cây bưởi Diễn ra quả 1 năm 1 lần, thường ra hoa vào tháng hai, quả chín đúng vào dịp tết. Khi bước vào thời kỳ chính thức cho thu (thường là năm thứ 5) một cây có thể cho 80 trái.
Về quả bưởi Diễn, khác biệt với các loại quả bưởi khác, nó có kích thước nhỏ, đường kính chừng 15 cm, trọng lượng 0,8 – 1 kg. Phần cùi và vỏ của đặc sản này rất mỏng người bổ phải rất khéo nếu không muốn cắt vào ruột. Múi bưởi có tôm vàng óng, hạt bên trong se nhỏ, khi ăn sẽ thấy vị ngọt đậm đà, khi ăn xong rồi còn lưu mãi ở đầu lưỡi.

## Giá trị kinh tế
Hiện nay, bưởi Diễn được coi là loại cây có giá trị kinh tế cao hàng đầu trong các loại cây ăn quả tại Việt Nam. Tuy nhiên do việc thay đổi cơ cấu kinh tế tại khu vực Văn Trì - Minh Khai nói riêng và khu vực trồng bưởi Diễn chính gốc trước đây nói chung... khiến số lượng trái đem đến cho thị trường ngày một ít đi.
Do nhu cầu lớn về chuyển đổi cây trồng, cây bưởi Diễn được rất nhiều bà con lựa chọn đưa vào khu vườn và trang trại của mình. Mỗi cây giống hiện có giá bán dao động trong mức 50.000 - 70.000 đồng đem lại giá trị kinh tế không hề nhỏ cho người nông dân.
Cùng với việc bán quả và cây giống, việc phát triển mô hình trồng bưởi cảnh cũng đang trở thành một xu hướng được nhiều người dân chú ý và phát triển. Đặc biệt trong dịp tết một cây khi lên chậu cũng được ít nhất 2 triệu đồng.

## Công dụng trái bưởi
Bưởi Diễn cũng giống như nhiều loại quả có múi khác có hàm lượng vitamin rất lớn như A, C, E... cùng nhiều axit tự nhiên tốt cho sức khỏe người sử dụng, trong đó có chất pectin giúp giảm lượng cholesterol trong máu nên hỗ trợ tốt cho người bị béo phì tiểu đường. Chưa kể, nó còn là vị thuốc khá phổ biến trong dân gian trị các bệnh như tiêu đờm, rối loạn tiêu hóa, cảm cúm...